# ABC (revista)

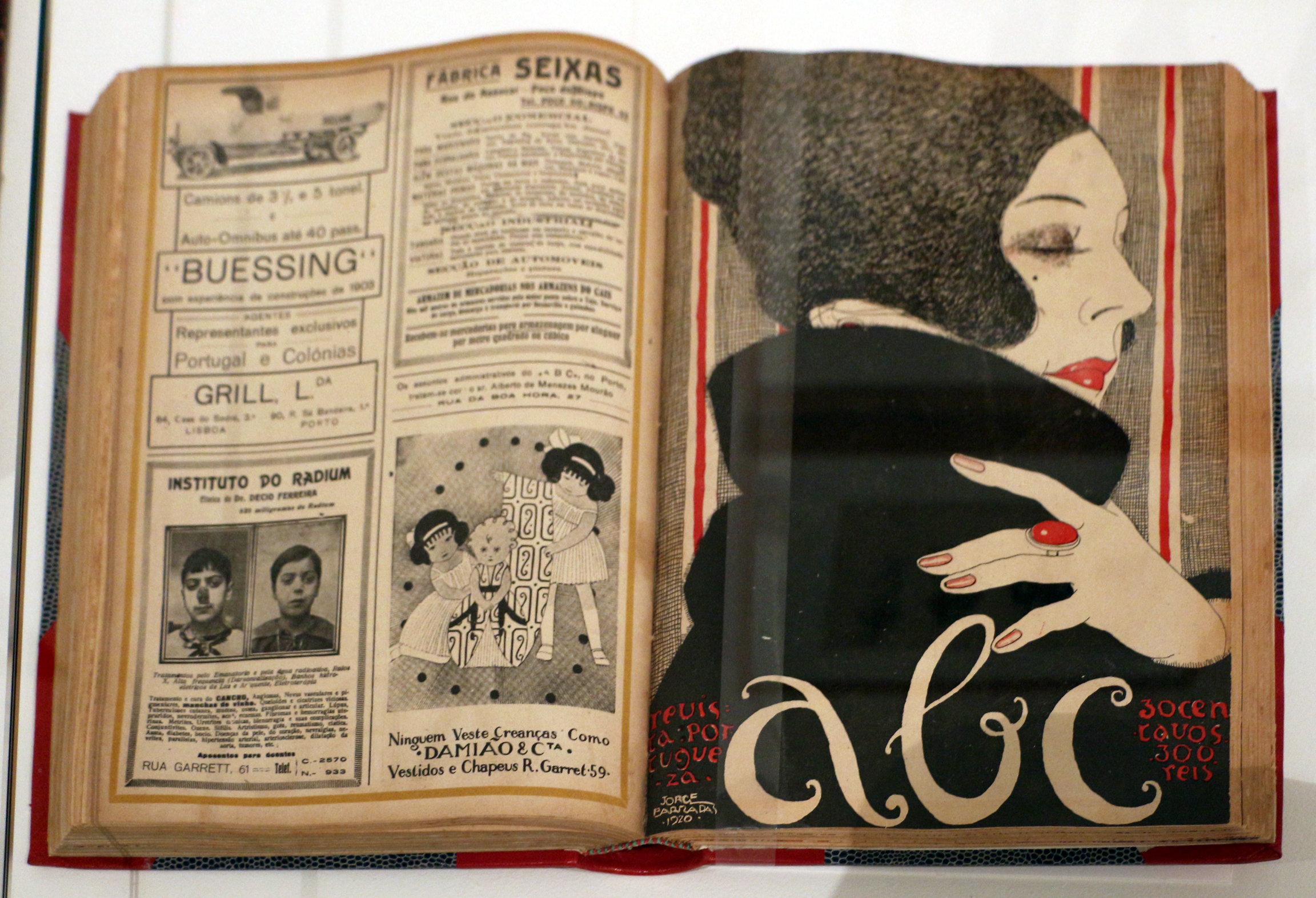
Revista ABC (1920)

ABC é a denominação comum a um conjunto de três revistas, propriedade da Sociedade Editorial ABC Lda., publicadas em Lisboa nas décadas de 1920 e 1930: ABC; ABC a Rir; ABC-zinho.

## ABC

Jorge Barradas, capas da ABC, 1920 e 1926

ABC – Revista Portuguesa (ou ABC – Revista Portugueza) foi um semanário generalista, profusamente ilustrado fotograficamente, publicado entre 1920 e 1932. Em paralelo com a sua ação principal, a ABC contou, entre os seus colaboradores, com artistas pertencentes à 1.ª e 2.ª geração de modernistas portugueses, entre os quais Jorge Barradas (autor de grande número de capas), Stuart Carvalhais, Emmerico Nunes, Roberto Nobre, Bernardo Marques e Mily Possoz.

## ABC a Rir
ABC a Rir – Semanário Humorístico e de Actualidades iniciou a publicação em 1921 (até …). Foi inicialmente dirigido por Jorge Barradas e, a partir do n.º 9, por Stuart Carvalhais. Teve colaboração esporádica de Almada Negreiros, Emmerico Nunes e Bernardo Marques, entre outros. 

## ABC-zinho

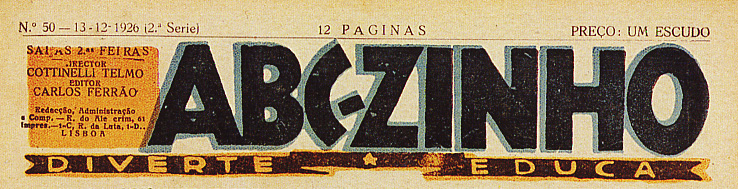
ABC-zinho, 1926

ABC-zinho foi uma revista infanto-juvenil publicada em Lisboa entre Outubro de 1921 e Setembro de 1932.
O nome foi-lhe dado por Stuart Carvalhais e teve como impulsionador Cottinelli Telmo (1897-1948). Foram publicadas 3 séries, tendo as duas primeiras Cottinelli Telmo como director (acompanhado de início por Manuel de Oliveira Ramos, até ao nº 9). A primeira série, de pequeno formato, foi publicada entre 1921 e 1925; a segunda de 1926 a 1929; e a terceira, com novo director, de 1930 a 1932.
Segundo João Paulo Paiva Boléo e Carlos Bandeiras Pinheiro, "o ABC-zinho foi uma das mais modernas e bonitas revistas portuguesas e europeias de BD, especialmente a sua 2ª série (1926-1929)". Entre os seus colaboradores destacam-se o próprio Cottinelli Telmo, mais como argumentista do que desenhador; Carlos Botelho, "o grande autor de BD do ABC-zinho, qualitativa e quantitativamente"; Stuart Carvalhais e Emmerico Nunes, com uma presença assinalável, embora não muito vasta; António Cardoso Lopes, cuja participação se distribui mais equilibradamente pelas três séries; Ofélia Marques, com uma colaboração breve mas marcante pela sua delicadeza; Rocha Vieira; António Cristino; Amélia Pae da Vida; Else Althausse; Carlos Ribeiro e Ilberino dos Santos, que dominaram a 3.ª série.